# Tetracameralidad
La tetracameralidad (del griego tetra, cuatro) es la práctica de tener cuatro legislativas o cámaras parlamentarias. Se pone en contraposición a unicameralidad y bicameralidad, que son mucho más comunes, y tricameralidad, que se utiliza muy poco en el gobierno.
Las "Asambleas deliberantes medievales escandinavas" eran tradicionalmente tetracamerales, con cuatro estados:
- Nobleza
- Clero
- Burgueses
- Campesinos

El Eduskunta o Riksdagen de Finlandia, en su formato tetracameral, se mantuvo hasta 1906 (en ese entonces el país era parte de la Rusia imperial) cuando pasó a ser un Parlamento unicameral. Por su parte, el Riksdag de Suecia es unicameral desde 1865.